# Constitución portuguesa de 1838

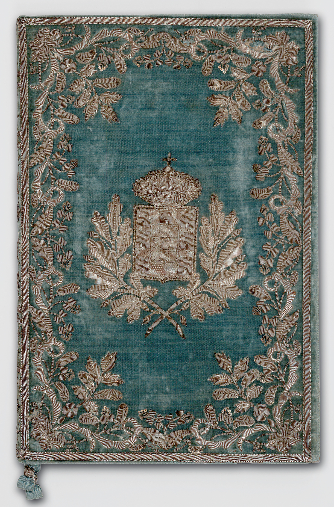
Portada de un ejemplar de la Constitución Portuguesa de 1838.

La Constitución de la Monarquía portuguesa de 1838 fue la tercera Constitución vigente en Portugal.
Después de la Revolución de Septiembre, el 10 de setiembre de 1836, la Carta Constitucional fue abolida y en lugar de restaurarse provisionalmente la Constitución de 1822, se convocaron Cortes Constituyentes con la intención de redactar una nueva constitución, que sería completada y jurada el 4 de abril de 1838 por la reina María II de Portugal.
Fue una síntesis de los textos constitucionales de 1822 y 1826, ocupando un lugar intermedio.
Sus características fundamentales son el principio clásico de la separación de poderes, el bicameralismo de las Cortes (Cámara de los Senadores y Cámara de Diputados), el veto absoluto del rey y la descentralización administrativa. Además, se establece en el artículo 98 la exclusión definitiva de la dinastía de Miguel I de Portugal y todos sus descendientes (es decir, la rama miguelista). Esta Constitución reafirma la soberanía nacional, restablece el sufragio universal directo y elimina el poder moderador.
Sin embargo, fue efímera su validez, puesto que en febrero de 1842 António Bernardo da Costa Cabral dio un golpe de Estado y restauró la Carta Constitucional de 1826.